# Liste der Stolpersteine in Muggensturm
Die Liste der Stolpersteine in Muggensturm enthält die Stolpersteine, die vom Künstler Gunter Demnig in Muggensturm, einer Gemeinde im Landkreis Rastatt, verlegt wurden. Stolpersteine erinnern an das Schicksal der Menschen, die von den Nationalsozialisten ermordet, deportiert, vertrieben oder in den Suizid getrieben wurden. Sie liegen im Regelfall vor dem letzten selbst gewählten Wohnsitz des Opfers.

## Verlegte Stolpersteine
| Stolperstein | Inschrift | Verlegeort         | Name, Leben |
| ------------ | --- | ------------------ | --- |
|              | HIER WOHNTE MARGARETHE HUMMELL GEB. BENARY JG. 1878 DEPORTIERT 1944 THERESIENSTADT ERMORDET 15.3.1944                                                       | Bahnhofstraße 60 · | Margarethe Hummell (1878–1944) |
|              | HIER WOHNTE KARL HORNUNG JG. 1925 EINGEWIESEN 1939 HEILANSTALT ILLENAU 'VERLEGT' 29.8.1940 GRAFENECK ERMORDET 29.8.1940 'AKTION T4'                         | Kirchstraße 1 ·    | Karl Hornung (1925–1940) Karl Hornung wurde 1925 mit einem verkürzten Arm geboren. Spezielle Kommandos haben auf den Dörfern gezielt nach Behinderten gesucht und versprachen der Mutter, das Kind in ein Heim zu bringen, in dem es besonders gefördert werden könne. In der Hoffnung, das wäre für ihren Sohn das Beste, gab sie ihn in die Heil- und Pflegeanstalt Illenau in Achern. Von dort kam Karl Hornung aber nach Grafeneck, wo er ermordet wurde. |
|              | HIER WOHNTE LORENZ KNAPP JG. 1901 GEGNER DER NS-DIKTATUR DENUNZIERT VON SA VERHAFTET 1939 ZUSAMMENGESCHLAGEN TOT AN HAFTFOLGEN 4.3.1939 HEILANSTALT ILLENAU | Hauptstraße 74 ·   | Lorenz Knapp (1901–1939) |
|              | HIER WOHNTE MORITZ HEIMANN JG. 1880 DEPORTIERT 1940 GURS INTERNIERT NOE ERMORDET 25.7.1943                                                                  | Schafhof 1 ·       | Moritz Heimann (1880–1943) |
|              | HIER WOHNTE MATHILDE HEIMANN GEB. WEIL JG. 1890 GEDEMÜTIGT/ENTRECHTET TOT 1935                                                                              | Schafhof 1 ·       | Mathilde Heimann (1890–1935) |
|              | HIER WOHNTE FRIEDA HEIMANN GEB. MARX JG. 1910 DEPORTIERT 1940 GURS INTERNIERT NOE AUSCHWITZ 1944 KZ BERGEN-BELSEN LAGER SALZWEDEL BEFREIT                   | Schafhof 1 ·       | Frieda Heimann (1910–1985) |
|              | HILDE SCHRAG VERH. HEIMANN JG. 1921 FLUCHT ENGLAND | Schafhof 1 ·       | Hilde Schrag (1921–????) |
|              | HIER WOHNTE HERBERT LUDWIG HEIMANN JG. 1918 'SCHUTZHAFT' 1938 KZ DACHAU FLUCHT 1938 ENGLAND                                                                 | Schafhof 1 ·       | Herbert Ludwig Heimann (1918–????) |
|              | HIER WOHNTE KAPLAN AUGUST KILTHAU JG. 1915 IM CHRISTLICHEN WIDERSTAND VERHAFTET 1941 GEFÄNGNIS ETTLINGEN 1944 KZ DACHAU BEFREIT                             | Kirchstraße 10 ·   | August Kilthau (1915–1947) |
|              | HIER WOHNTE GERHARD ZITTEL JG. 1883 GEMEINDERAT/ZENTRUM VERHAFTET 11.4.1933 GEFÄNGNIS RASTATT GEFOLTERT ENTLASSEN                                           | Wilhelmstraße 25 · | Gerhard Zittel (1883–1962) |

## Verlegedaten
- Auf Initiative des 2022 gegründeten Arbeitskreises Stolpersteine Muggensturm wurden am 18. März 2023 die ersten zwei Stolpersteine verlegt: Hauptstraße 74 (Lorenz Knapp), Kirchstraße 1 (Karl Hornung).[1]
- 25. November 2024: Schafhof 1 (Hilde Schrag, Herbert Ludwig, Moritz, Mathilde und Frieda Heimann), Bahnhofstraße 60 (Margarethe Hummell).